# Victor de Laveleye
Pour les articles homonymes, voir de Laveleye.
Victor de Laveleye, né le 6 novembre 1894 à Bruxelles, et mort le 14 décembre 1945 à Ixelles, est un avocat, un journaliste et une personnalité politique belge du Parti libéral. Pendant la Seconde Guerre mondiale, il est également une figure de proue des Belges libres en Angleterre grâce à ses émissions radiophoniques sur la BBC.

## Biographie
Victor Auguste de Laveleye, né à Bruxelles le 6 novembre 1894, est le fils d'Auguste de Laveleye, avocat, et d'Emma Lynen. La famille Laveleye est d'origine noble et Victor de Lavaleye est le neveu du baron Edouard de Laveleye qui a siégé au Comité olympique belge. Le 24 mai 1923, Victor de Laveleye épouse Renée Hubert, fille de notaire, à Arlon qui lui donne un fils (décédé au service de la Royal Air Force pendant la Seconde Guerre mondiale) et une fille.
Dès le début de la Première Guerre mondiale en août 1914, il s'engage dans le 9e régiment de Ligne de l'armée belge comme volontaire de guerre. Dans les tranchées du front de l'Yser, il est atteint par la fièvre typhoïde et rejoint la section des projecteurs. Il termine la guerre dans une école d’aviation en France où il obtient son brevet de pilote,.
En 1919, il termine ses études de droit à l'Université libre de Bruxelles et devient avocat au barreau auprès de la Cour d'appel de Bruxelles.
Lors des Jeux olympiques d'été de 1920 et des Jeux olympiques d'été de 1924, Victor de Laveleye représente la Belgique en tennis. Il est à deux reprises champion de Belgique en double de tennis. Véritable sportif, il pratique également le hockey sur gazon étant capitaine du Royal Léopold Club et de l'équipe nationale belge. Il est enfin président de l'Association belge de hockey, membre de la Fédération internationale de hockey et du Comité olympique belge à partir de 1928.
Il s'engage en politique pour y défendre le libéralisme et la démocratie contre le communisme et le rexisme. En 1926, il est élu conseiller communal de Saint-Gilles. Avant les élections législatives de 1936, il est l'un des principaux adversaires de Léon Degrelle notamment lors d'un débat contradictoire à la salle de la Madeleine à Bruxelles. En 1936, il assure la présidence du Parti libéral. En 1937, il est quelques mois ministre de la Justice dans le gouvernement Van Zeeland II. En 1939, il est élu député de Bruxelles à la Chambre des représentants.
Parallèlement, il signe des tribunes de presse notamment dans le journal Le Soir.

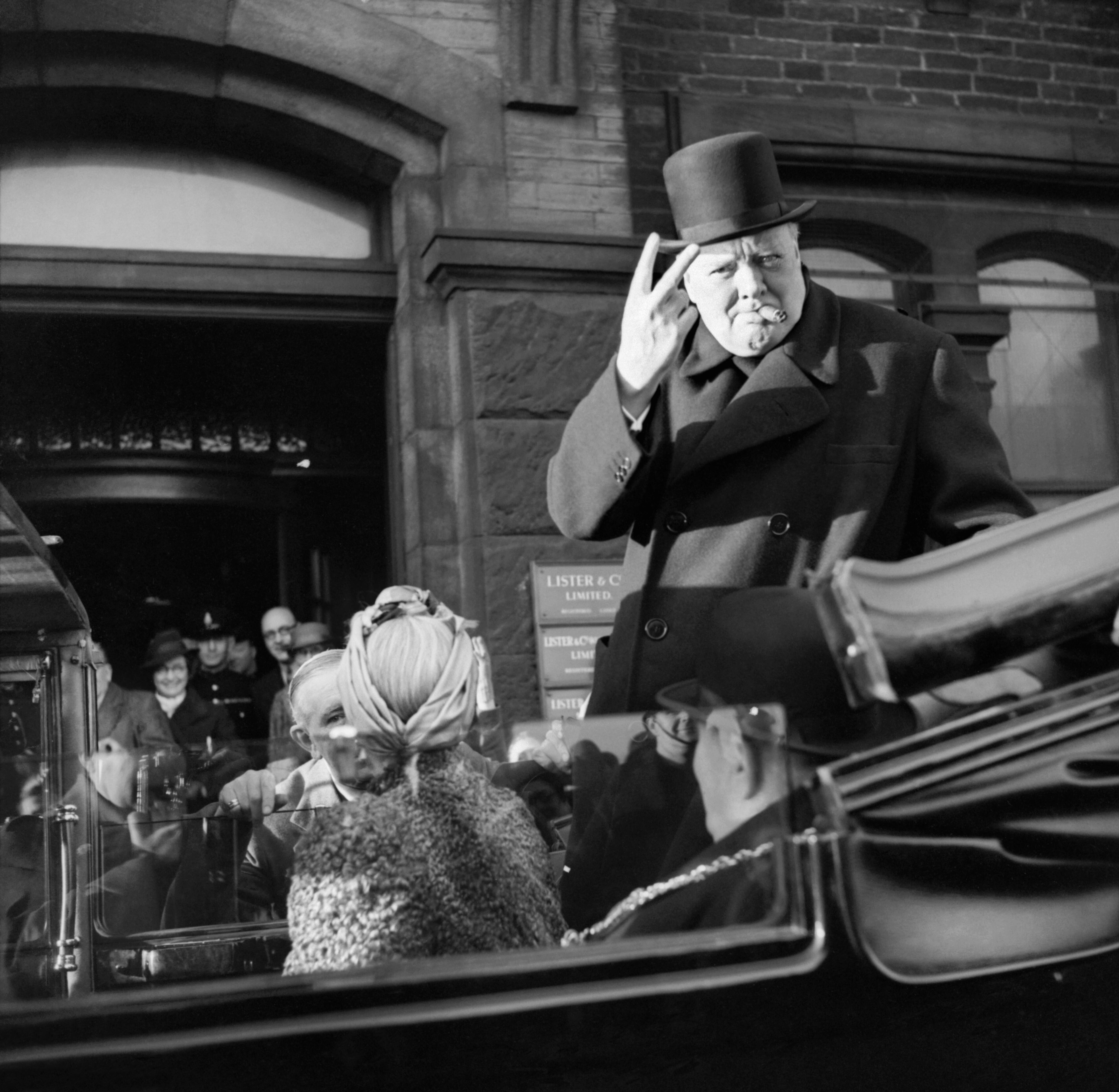
V de la victoire popularisé par Winston Chruchill.

Lors de la Seconde Guerre mondiale, il rallie Londres en juin 1940 où il devient le directeur des émissions radiophoniques belges de langue française sur la BBC. Victor de Laveleye est un des principaux artisans de la victoire idéologique sur Léon Degrelle contre lequel il livre un âpre combat radiophonique. Il devient, en effet, speaker à la BBC via les émissions de Radio Belgique à destination de la Belgique occupée. Le 14 janvier 1941, il demande à tous les Belges de choisir la lettre V comme signe de ralliement « Parce que V, c'est la première lettre de Victoire en français et de Vrijheid (liberté) en flamand, comme Wallons et Flamands marchent en ce moment-là main dans la main, deux choses qui sont la conséquence l'une de l'autre, la Victoire qui vous rendra la Liberté… ». C'est le début de la Campagne des V, popularisée par Winston Churchill, qui verra apparaître des « V » graffités sur les murs de Belgique puis dans toute l'Europe.
Le 26 septembre 1944, il fait partie du Gouvernement Pierlot V puis, jusqu'en février 1945, du Gouvernement Pierlot VI en tant que ministre de l'Instruction publique. En 1945, il participe à l'élaboration de la Charte des Nations unies. 
Malade depuis des années et affecté par le décès de son fils à la fin de la Seconde Guerre mondiale, il décède à Ixelles le 14 décembre 1945 et est inhumé au cimetière d'Uccle.

## Hommage et distinctions
Un petit parc à côté de la station de métro Horta à Saint-Gilles porte son nom.
Les distinctions suivantes lui ont été décernées :
- Grand-croix de l'ordre de la Couronne : en 1945 par le prince régent Charles de Belgique à titre posthume ;
- Croix de guerre 1914-1918 ;
- Ordre de l'Empire britannique à titre civil : commandeur.